# Latinamerikansk litteratur

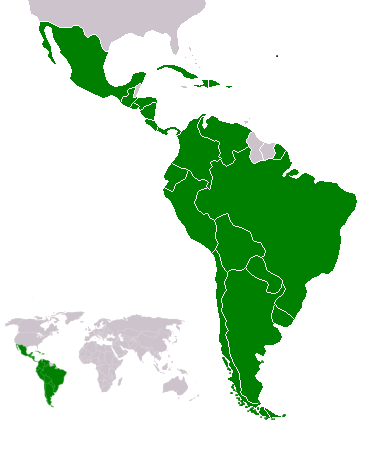
De latinamerikanska länderna

Latinamerikansk litteratur refererar till litteratur från Latinamerika, det vill säga de delar av Syd- och Mellanamerika där latinska språk, främst spanska och portugisiska, talas. Vanligtvis räknas enbart författare som skriver på spanska och portugisiska in i begreppet medan till exempel engelskspråkiga författare, som de karibiska nobelpristagarna V.S. Naipaul och Derek Walcott, lämnas utanför.

## Förutsättningar
Den moderna litteraturen i Latinamerika härstammar från den europeiska litteraturen men har också inslag från den indianska berättartradition som fanns här långt innan européerna anlände. Även kreolska och afrikanska inslag existerar.
Det faktum att det på hela kontinenten huvudsakligen endast finns två, nära besläktade språk gör att böcker kan spridas snabbt utan att tid och pengar behöver läggas på översättning. Litteraturen har dock ofta hämmats av utbredd analfabetism och hård censur driven av militärdiktaturer. Detta speglas också i att förtryck och sociala orättvisor är vanliga teman i litteraturen. Många författare har tidvis verkat i exil.

## Historia

### Förkolonial litteratur
Innan européernas kolonisation av Latinamerika fanns där hos maya-, aztek- och inkaindianer en rik litteratur. Mycket lite av den skriftliga litteraturen finns bevarad, dock fanns också en stark muntlig tradition vilken på sina håll lever kvar än idag. Ett av de mest kända indianska verken som finns bevarade är Popol Vuh, skriven på mayaspråket quiché, vilket beskriver mayaindianernas skapelsemyt. En känd poet, vars dikter också i stor utsträckning finns bevarade, är aztekkungen Nezahualcoyotl (1402–1472), även om det finns en viss osäkerhet kring huruvida han verkligen är upphovsman till de verk som tillskrivits honom.

### Kolonial litteratur
Under 1500-talet erövrades Latinamerika av spanjorer och portugiser vilka krossade de tidigare indianska civilisationerna. Europeiska intellektuella, präster och ämbetsmän, började flytta till kontinenten. En del indiansk litteratur nertecknades och översattes men den mesta hämtades från Europa och en latinamerikansk, spansk- och portugisiskspråkig litteratur med starka band till den samtida europeiska utvecklades.
Till de första milstolparna i latinamerikansk litteratur hör de krönikor som skildrar erövringen av den nya kontinenten, Bernal Díaz del Castillos Historia verdadera de la conquista de Nueva España om Mexikos underkuvande, och Augustin Zarates Historia del descubrimiento y de la conquista del Peru, som skildrar segern över inkafolket. En röst som uttryckte stark kritik mot spanjorernas våldsmetoder och hänsynslösa framfart i de nya länderna var predikarmunken Bartolomé de Las Casas som på 1500-talet författade Brevissima relacíon de la destruccíon de las Indias, en kort redogörelse för förstörandet av de indianska rikena, som vann berömmelse för den hänsyn författaren visade de besegrade och deras kultur.
På 1600-talet började en självständig litteratur framträda med författare som kunde mäta sig i betydelse med moderlandets. Ett exempel på en sådan författare är den mexikanska nunnan Juana Inés de la Cruz (1651–1695) som skrev kärlekslyrik, skådespel, filosofiska drömdikter samt teologiska skrifter och kämpade för kvinnans utveckling i samhället.

### Efterkolonial litteratur
På 1800-talet hämtade många latinamerikanska författare inspiration från europeisk litteratur. Först från romantiken med diktare som Esteban Echeverría, och senare från realismen och naturalismen. I Argentina fick den folkliga gaucholitteraturen med rötter i den muntliga poesitraditionen en stark ställning. Den vidareutvecklades av José Hernández vars diktverk Martin Fierro kommit att betraktas som ett argentinskt nationalepos.

### Riktningar under 1900-talet

#### Modernismo
Runt sekelskiftet 1900 uppstod den sydamerikanska modernismen, modernismo. Detta var den första litterära strömning från regionen som fick internationell betydelse och anses ofta beteckna början för den moderna latinamerikanska litteraturen. En förgrundsgestalt var nicaraguanen Rubén Darío. I synnerhet hans bok Azul (1888) anses mycket betydelsefull.

#### El indigenismo
En annan riktning som kom att få inflytande under 1900-talet var indigenismon (från indígena – infödd). Denna litteratur tar upp den fattiga indianbefolkningens villkor, inte sällan med inblandning av indianska myter och berättelser. Ecuadorianen Jorge Icazas bok Huasipungo (1934), om indianer som drivs från den jord de brukat när olja hittas på platsen, ses ofta som ett portalverk. Till andra betydande författare hör Miguel Ángel Asturias, José María Arguedas och brasilianaren Jorge Amado.

#### El boom
Huvudartikel: Latinamerikanska boomen
Under 1960-talet upplevde den latinamerikanska litteraturen, parallellt med den latinamerikanska ekonomin, ett stort uppsving, ofta kallat el boom, boomen. En ny generation författare, med representanter som Gabriel García Marquez, Carlos Fuentes, Mario Vargas Llosa och Julio Cortázar, uppmärksammades internationellt och deras böcker sålde i stora upplagor. Det kanske allra mest kända verket från perioden är García Marquez Hundra år av ensamhet (1967), vilket även spelade en stor roll i att förknippa stilen magisk realism med den latinamerikanska litteraturen. Även äldre författare fick mer uppmärksamhet, bland andra Miguel Ángel Asturias, som tilldelades nobelpriset i litteratur 1967, kubanen Alejo Carpentier och argentinaren Jorge Luis Borges.

## Samtida litteratur
Under 2000-talet har Roberto Bolaño från Chile varit en av de mest uppmärksammade författarna. Flera latinamerikanska författare lever och verkar idag utanför Latinamerika. Några av dem, som Giannina Braschi och Junot Díaz, experimenterar och blandar språkliga uttryck, liksom företrädare för Chicanolitteraturen i USA. I Mexiko är Ignacio Padilla och Jorge Volpi grundarna av den så kallade Crackrörelsen som i sitt manifest bröt med den latinamerikanska litterära traditionen, magisk realism och bundenheten vid den latinamerikanska temasfären. Historiska romaner och noveller har en fortsatt stark ställning i latinamerikansk litteratur. Samtidigt har den tidigare ringaktade kriminalromanen som skildrar ett våldsamt och korrupt samhälle eller har intrigen knuten till tidigare diktaturepoker blivit en allt mer populär genre. En ny generation av latinamerikanska författare utvecklar den fantastiska eller imaginativa berättelsen, den litterära tradition som Borges verkade i och fulländade. Några namn är till exempel mexikanen Alberto Chimal och chilenaren Omar Perez Santiago. Perez Santiago har skrivit Nefilim en Alhue, en drömlik, hallucinatorisk och även mystik zombie-berättelse .

## Författare

### Nobelpristagare
Författare från Latinamerika som mottagit nobelpriset i litteratur.
- Gabriela Mistral, 1945 (Chile)
- Miguel Ángel Asturias, 1967 (Guatemala)
- Pablo Neruda, 1971 (Chile)
- Gabriel García Márquez, 1982 (Colombia)
- Octavio Paz, 1990 (Mexiko)
- Mario Vargas Llosa, 2010 (Peru)

### Andra framstående författare (i urval)
- Jorge Luis Borges (Argentina)
- Julio Cortázar (Argentina)
- Ernesto Sabato (Argentina)
- Adolfo Bioy Casares (Argentina)
- Leopoldo Lugones (Argentina)
- César Aira (Argentina)
- Jorge Amado (Brasilien)
- Paulo Coelho (Brasilien)
- João Guimarães Rosa (Brasilien)
- Clarice Lispector (Brasilien)
- Jose Eustasio Rivera (Colombia)
- Alvaro Mutis (Colombia)
- Germán Castro Caycedo (Colombia)
- David Alberto Campos (Colombia)
- Jorge Isaacs (Colombia)
- Leon De Greiff (Colombia)
- Antonio Iriarte Cadena (Colombia)
- Gonzalo Rojas (Chile)
- Pablo de Rokha (Chile)
- Vicente Huidobro (Chile/Mexiko)
- Isabel Allende (Chile)
- Roberto Bolaño (Chile/Mexiko)
- Omar Pérez Santiago (Chile/Mexiko)
- Junot Diaz (Dominikanska republiken/USA)
- Jorge Icaza (Ecuador)
- Jorge Queirolo Bravo (Ecuador)
- Alejo Carpentier (Kuba)
- Reinaldo Arenas (Kuba)
- José Lezama Lima (Kuba)
- Carlos Fuentes (Mexiko)
- Fernando del Paso (Mexico)
- Juan Rulfo (Mexico)
- Rubén Darío (Nicaragua)
- Augusto Roa Bastos (Paraguay)
- José María Arguedas (Peru)
- César Vallejo (Peru)
- Alfredo Bryce Echenique (Peru)
- Giannina Braschi (Puerto Rico/USA)
- Juan Carlos Onetti (Uruguay)
- Horacio Quiroga (Uruguay)
- Samanta Schweblin (Argentina)
- Rafael Cadenas (Venezuela)